# アンバー・ネーベン
アンバー・ネーベン（Amber Neben、1975年2月18日 - ）は、アメリカ合衆国・カリフォルニア州アーバイン出身の女子自転車競技（ロードレース）選手。

## 経歴
2003年
- 6月に開催された、ツール・デュ・グラン・モンレアルで優勝。
- しかしその後、アナボリックステロイド系の禁止薬物、19-ノルアンドロステンの陽性反応が出たため、以後、出場停止状態を余儀なくされた。一方ネーベンは、意図的に行ったものではないとして、同年7月、スポーツ仲裁裁判所(CAS)に訴えた。同年10月、CASは半年間の出場停止とし、また、18ヵ月後に再度検査する必要があるとまとめた。

2004年
- ツアー・オブ・ジラ 総合優勝

2005年
- ツール・ド・ロード総合優勝

2006年
- レッドランズ・バイシクル・クラシック 総合優勝
- ツール・ド・ロード総合優勝
- パンアメリカン選手権・個人タイムトライアル(ITT)を制した。

2007年
- レッドランズ・バイシクル・クラシック 総合優勝
- ルート・ド・フランス 総合優勝

2008年
- 世界選手権・ITT優勝。
- ツール・ド・ラルデシュ 総合優勝

2009年
- 世界選手権・ITT 6位
- ジロ・ドンネ 区間1勝

2010年
- 世界選手権・ITT 4位

2011年
- 世界選手権・ITT 8位
- オープン・ド・スエド・ヴォルゴルダ チームタイムトライアル 優勝（+ エレオノラ・ファン・ダイク, ユーディト・アルント、シャルロッテ・ベッカー）
- クロノ・デ・ナシオン 優勝

2012年
- パンアメリカン自転車競技選手権大会・ITT 優勝
- アメリカ合衆国選手権・ITT 優勝
- ロンドン五輪・ITT 7位
- オープン・ド・スエド・ヴォルゴルダ チームタイムトライアル 優勝（シャルロッテ・ベッカー、エヴェリン・スティーヴンス、イナ＝ヨーコ・トイテンベルク、エレオノラ・ファン・ダイク、トリクシー・ヴォラク）
- ロードレース世界選手権
  -  チームタイムトライアル 優勝（シャルロッテ・ベッカー、エヴェリン・スティーヴンス、イナ＝ヨーコ・トイテンベルク、エレオノラ・ファン・ダイク、トリクシー・ヴォラク）
  - ITT 7位
  - 個人ロード 4位
- クロノ・デ・ナシオン 優勝